# دیوید ماستین
دیوید ماستین (انگلیسی: David Mostyn؛ ۲۸ نوامبر ۱۹۲۸ – ۲۰ ژانویهٔ ۲۰۰۷) فرد نظامی اهل بریتانیا بود. وی همچنین برندهٔ جوایزی همچون نشان حمام و نشان امپراتوری بریتانیا شده‌است.